# 埃斯坦蘇埃拉斯
埃斯坦蘇埃拉斯（西班牙語：Estanzuelas），是薩爾瓦多的城鎮，位於該國東南部，由烏蘇盧坦省負責管轄，面積71.73平方公里，海拔高度169米，2007年人口9,015，人口密度每平方公里125.68人。
13°39′N 88°30′W / 13.650°N 88.500°W